# Kanton Niort-Nord
Kanton Niort-Nord is een voormalig kanton van het Franse departement Deux-Sèvres. Kanton Niort-Nord maakte deel uit van het arrondissement Niort en telde 28.872 inwoners (1999). Het werd opgeheven bij decreet van 18 februari 2014 met uitwerking op 22 maart 2015.

## Gemeenten
Het kanton Niort-Nord omvatte de volgende gemeenten:
- Chauray
- Échiré
- Niort (deels, hoofdplaats)
- Saint-Gelais
- Saint-Maxire
- Saint-Rémy
- Sciecq